# Теорія партисипаторної демократії
Теорія партисипаторної (від англ. participate — брати участь), учасницької демократії — найнаближеніша до уявлень про демократію як владу народу, що здійснюється ним безпосередньо, яка отримала широке розповсюдження в 60-70-ті рр. XX ст. (під впливом критики репрезентативної демократії), виходить з трактовки демократії як універсального принципу організації всіх галузей суспільного життя (економічна, соціальна, виробнича, партійна демократія). Інтегральною характеристикою даної теорії виступає широка суспільна партисипація, що являє собою свідому, активну політичну участь громадян у формуванні, виробленні та реалізації політичних та інших життєво важливих рішень.
Але не кожний прояв політичної участі громадян відповідає вимогам теорії партисипаторної демократії. До партисипації не відносяться, наприклад, мобілізовані форми участі громадян у політиці (за класифікацією С. Хантінгтона: вимушена участь в політичних діях під тиском держави, дією страху, підкупу, боргу та інших неполітичних стимулів, характерних для традиційних суспільств, авторитарних і тоталітарних політичних режимів).
В основі теорії — переконання про здатність громадян не лише брати участь у виборах, референдумах, плебісцитах, а й безпосередньо у політичному процесі — у підготовці, прийнятті та впровадженні владних рішень. Партисипаторна теорія демократії виходить з того, що людина — істота раціональна, здатна свідомо приймати розумні рішення. Прихильники демократії участі вважають, що ірраціональність і пасивність людей в політичній сфері — це результат їх не достатньої освіти і відсутності рівних можливостей для участі в політиці. Тому суспільству належить створити всі умови для активної політичної соціалізації кожного індивіда.

## Етимологія терміну
Теорія партисипаторної демократії (демократії участі) спирається на реформістські концепції неолібералів і соціал-демократів. Залишаючись на позиціях схильності до інститутів і цінностей ліберально-демократичної моделі суспільства, прихильники теорії демократії участі негативно ставляться до теорій плюралістичної і елітарної демократії. Завдання, яке вони ставлять до партисипаторної демократії, — досягти дієвішої свободи і рівності, ніж це є в дійсності та ніж це записано в інших ліберально-демократичних концепціях. Відкидаючи погляди про нездатність мас до конструктивних політичних дій, прихильники демократії участі ведуть активний пошук каналів ефективного залучення громадян до процесу прийняття політичних рішень.
Суттю даної теорії є повернення до класичних ідеалів демократії, що передбачає активну участь громадян в обговоренні та прийнятті рішень з головних питань суспільного життя. Теорія розглядає демократію як універсальний принцип організації всіх областей державного життя і суспільних відносин, який повинен поширюватися не тільки на політичне життя суспільства і процедуру формування влади, а й на відносини в економіці, системі освіти і сім'ї. Теорія стверджує, що не існує областей, які були б ізольовані від політики, тому всі вони знаходяться у сфері демократичного політичного процесу.

## Ідеологи та фундатори теорії
Й. Масуда, Б. Барбер, К. Пейтмен, Л. Ле Дюк, Дж. Менсбридж, Дж. Ф. Ціммерман, Дж. Вольф, С. Ліпсет, Аренд Лейпхарт, О. Ейхельман, К. Макферсон, Н. Боббіо, П. Бахрах та ін.

## Принцип(и) обґрунтування теорії партисипаторної демократії
Рівного права на свободу та саморозвиток можна досягти лише в «учасницькому суспільстві», яке виховує почуття політичної дієвості, вчить інтересу до спільних проблем та допомагає становленню обізнаного громадянства, здатного проявляти постійну зацікавленість у процесі врядування.

## Ключові риси
- пряма участь громадян у регулюванні ключових інститутів суспільства, включаючи власну роботу, та місцеву громаду;
- реорганізація партійної системи у такий спосіб, що партійні посадові особи безпосередньо відповідальні перед членами;
- діяльність «учасницьких партій» у парламентській або конгресовій структурі;
- підтримка відкритої інституційної системи для забезпечення можливості експериментування з політичними формами.

## Загальні умови
- пряме збагачення бідної ресурсної бази багатьох соціальних груп шляхом перерозподілу матеріальних ресурсів;
- мінімізація (викорінення, якщо можливо) непідконтрольної бюрократичної влади у публічному і приватному житті;
- відкрита інформаційна система для забезпечення виважених рішень;
- перегляд принципу догляду за дітьми у такий спосіб, щоб жінки, так само як і чоловіки, мали можливість брати участь у громадському житті.

Демократія участі (партисипаторна) є змішаною формою — поєднанням прямої і представницької демократії — організованою як «пірамідальна система» із прямою демократією в основі і демократією делегатів на кожному наступному рівні, починаючи з основи. На низовому рівні — у трудовому колективі, закладі освіти, за місцем проживання, низових ланках управління, — має застосовуватися пряме народовладдя, тобто участь усіх громадян у прийнятті рішень (загальна влада), а на вищому рівні об'єднання делегати повинні виступати в ролі посередників при формуванні загальної волі (принцип представництва). За таких умов відбуватиметься подолання політичного відчуження громадян, розвиток їх громадської активності, забезпечення ефективного контролю за політичними інститутами та посадовими особами. Лідер є покликаним обслуговувати інтереси членів організації, яка його висунула, і знаходитися під жорстким контролем із боку громадськості. Оцінка лідера залежить від досягнення суспільством кінцевого результату за його допомогою.

## Участь громадян у політичному процесі
Широке залучення освічених громадян до політичного процесу, децентралізація і контроль за прийняттям найважливіших рішень, на думку авторів цієї теорії, має поліпшити перспективу досягнення дійсної свободи і рівності, розширити інтелектуальний потенціал для прийняття рішень, підвищити стабільність політичної системи, ефективність управління, контроль за посадовими особами. Істотною є вимога, запропонована прихильниками даної теорії, до обранців народу в представницьких органах: вони повинні виражати не лише власну думку з тих чи інших питань державної політики, але й керуватися думкою своїх виборців.
Участь виконує дві функції:
1. захищає громадян від нав'язаних зверху рішень;
2. є механізмом самовдосконалення людини.

Найважливішою умовою демократичної участі є соціальна рівність: принцип участі повинен ставитися і до недержавних суспільних інститутів, де люди прямо висловлюють свою волю, в першу чергу до трудових колективів. Свобода, рівне право на саморозвиток можуть бути досягнуті тільки в партисипаторному суспільстві, яке удосконалює почуття політичної ефективності та сприяє прояву турботи про колективні вимоги. У такому суспільстві громадяни добре поінформовані, зацікавлені у своїй високій активності у суспільному житті.
Державне управління повинне допускати участь громадян не тільки у всенародних виборах влади, референдумах, зборах, але і безпосередньо в процесі прийняття рішень, а також у контролі над їх виконанням. Теоретики партисипації ставлять своєю метою всебічну демократизацію всіх сфер суспільного життя, самореалізацію особистості, соціальну емансипацію. На думку прихильників цієї форми демократії, такий підхід забезпечує максимальне врахування інтересів народу при прийнятті рішень, збільшує його активність у суспільному та державному житті, міцно легітимізує владу в очах народу, виключає його відчуження від державного управління.
• Участь громадян, на думку Дж. Ф. Ціммермана, має бути постійною й розпочинатися на стадії планування нової програми (чи проекту), і тривати після її запровадження, щоб забезпечити ефективність даної програми (чи проекту), «всі громадяни повинні якомога більшою мірою мати рівні можливості для участі, слід забезпечити їм змогу висловитися, надати їм повну інформацію, доступ до засобів масової інформації тощо.»
• Демократію, яка не відповідає вимогам забезпечення широкої та постійної участі простих громадян в політичному управлінні, Б. Барбер називає «крихкою» (thin democracy), антиподом якої є «сильна» (strong democracy).
Перевагою теорії партисипаторної демократії є високий рівень інтелектуальної обґрунтованості рішень за рахунок широкої участі мас у процесі їх прийняття. Цей фактор у загальному випадку сприяє ефективності державного управління, оптимізації пошуку рішень і підвищує стабільність системи державної влади, служить засобом контролю над діяльністю державних чиновників, сприяє припиненню зловживань владою, зменшує ступінь відриву депутатів від виборців і бюрократизації чиновницького апарату.

## Недоліки теорії партисипаторної демократії
Партисипаторна демократія обмежує права і свободи особистості в області приватного життя і в підприємництві. Автори цієї теорії переоцінюють можливість залучення більшості громадян до участі в політиці без примусу, тобто без порушення їх свободи, адже відомо, що основна маса населення добровільно не бажає займатися політикою. Політика не може бути сенсом життя всіх людей, універсальним способом організації не тільки суспільних, але і особистих відносин, приватного життя. Така участь передбачає відволікання їх від основної професійної діяльності, так само як і від інших соціальних аспектів життя, в тому числі, сімейного.
У порівнянні з іншими формами демократії, цей варіант схильний до емоційної неврівноваженості, допускає проникнення некомпетентних рішень, створює передумови до безвідповідальності, оскільки рішення приймає широке коло осіб. Критики цієї теорії небезпідставно вважають, що ухвалення важливих рішень широким колом нефахівців, які не несуть за ці рішення відповідальності, неминуче призведе до зниження їх якісного рівня та рівня інституційної відповідальності посадових осіб.
На думку деяких дослідників, недоліки даної теорії пов'язані також «з неможливістю встановлення ефективних і постійно діючих інститутів прямої демократії, як в силу просторово-часових параметрів, так і суб'єктно-об'єктних відносин». Пряма демократія далеко не у всіх випадках є ефективним шляхом прийняття рішень не тільки на загальнонаціональному, а й на локальному рівні. Тому ймовірність постійного і успішного функціонування партисипаторної демократії в рамках нації-держави навіть у невеликих за масштабами державах є дуже низькою. Винятки можуть становити лише загальнонаціональні референдуми з найбільш фундаментальних проблем, пов'язаних з питаннями державного устрою.
Інший недолік, який відзначається критиками теорії партисипаторної демократії, полягає в тому, що вона, фактично абсолютизуючи ідею загального інтересу, становить загрозу тиранії більшості. При практичній реалізації багатьох положень теорії прямої демократії залишаються відкритими проблеми автономії особистості, свободи індивідуальності, а також проблеми добровільності участі або неучасті в політичному процесі.

## ́Примітки
1. ↑  Моделі демократії, ДЕВІД ГЕЛД (Проценко О. (упоряд.) Демократія: Антологія., Смолоскип, Київ, 2005,ст.173)
2. ↑  Учасницька демократія: відродження популізму, ДЖОЗЕФ Ф. ЦІММЕРМАН (Проценко О. (упоряд.) Демократія: Антологія., Смолоскип, Київ, 2005, ст.254)
3. ↑  Сильна демократія: політика учасницького типу, БЕНДЖАМЕН БАРБЕР (Проценко О. (упоряд.) Демократія: Антологія., Смолоскип, Київ, 2005, ст.258)
4. ↑  Особливості участі громадян в концептуальних моделях демократії / Валерій Бортников // Політичний менеджмент: наук. журнал / голов. ред. Ю. Ж. Шайгородський. — 2007. — № 3. — С. 38-50